# Alfieri Maserati
Alfieri Maserati (Voghera, 23 settembre 1887 – Bologna, 3 marzo 1932) è stato un pilota automobilistico e imprenditore italiano, fondatore della casa automobilistica Maserati.

## Biografia
Noto anche come Alfieri II per distinguerlo da un omonimo fratello maggiore, morto improvvisamente dopo pochi mesi di vita, Alfieri nasce a Voghera il 23 settembre 1887, quarto di sette fratelli. Il primogenito è Carlo, che trasmette ad Alfieri e ai fratelli la passione per la meccanica.
Alfieri all'età di 12 anni già lavora in una fabbrica di biciclette. Tre anni più tardi si sposta da Voghera alla grande città di Milano, riuscendo nel 1902 a farsi assumere alla Isotta Fraschini grazie all'aiuto del fratello Carlo. Alfieri, grazie alle sue capacità, fa carriera e dalle mansioni più umili riesce ad arrivare fino al "Reparto corse" dell'azienda, per poi assistere meccanicamente la macchina vincente della Targa Florio del 1908. Più tardi l'Isotta-Fraschini decide di inviarlo come capotecnico alla filiale di Buenos Aires in Argentina, per poi spostarlo a Londra e facendolo infine tornare nel 1912 a Bologna, che rimarrà la sua città.
Nel 1914 decide di diventare indipendente e fonda la "Società Anonima Officine Alfieri Maserati", affiancato dai fratelli Ettore ed Ernesto. In ogni caso Alfieri rimarrà legato al marchio Isotta-Fraschini, basando la sua nuova attività sulla preparazione di queste vetture e in seguito anche dei propulsori Diatto.

Alfieri Maserati su una Tipo 26C al termine del Gran Premio di Roma, 1930

Intanto però in Italia scoppia la guerra e la sua attività viene bloccata. Alfieri in questo periodo progetta una candela d'accensione per motori, per la quale nascerà a Milano la "Fabbrica Candele Maserati", che verrà spostata a Bologna nel 1919. Maserati ha una grande voglia di creare qualcosa di suo: quindi si cimenta nella costruzione di un prototipo, che ha come base un telaio Isotta-Fraschini equipaggiato con un motore di derivazione aerea Hispano-Suiza opportunamente modificato. Con questo modello riuscirà a ottenere numerose vittorie, dimostrando le sue grandi capacità. Nei primi anni venti vince per tre volte la Susa-Moncenisio e per due volte la Aosta-Gran San Bernardo. Seguirà poi nel 1924 una collaborazione con la Diatto, che però terminerà nel 1925 per problemi economici della casa.
Tra il 1925 e il 1926 Alfieri è impegnato nella progettazione della vettura "Tipo 26", la prima vera e propria Maserati, che si rivelerà un'automobile vittoriosa. Lui stesso, però, a bordo di questo modello soffrirà un incidente che gli farà perdere l'uso di un rene. Si farà notare per la sua grande forza di volontà con un velocissimo ritorno alle corse, che però lo vedranno sempre meno volte impegnato come pilota.
Il 1929 è l'anno della creazione di una seconda vettura potente, la V4, quasi 3 000 cm³ di cilindrata per oltre 300 cavalli, che riuscirà a raggiungere i 246 km/h, battendo il precedente record, inferiore di circa 12 km/h, della Fiat Mefistofele. Anche questa macchina sarà un successo e lo dimostrerà la vittoria al Gran Premio di Tripoli nel 1930. In seguito a questa affermazione, Maserati diviene famoso nel mondo delle corse e riceverà da Mussolini il titolo di cavaliere.
Sempre nel 1930 vedrà la luce una nuova automobile, la "26M". Seguiranno poi nel 1931 le vincenti "8C 2500" e la "4CTR".
Finirà però il 3 marzo 1932 l'avventura di Alfieri Maserati, dopo una ricaduta dovuta ai traumi subiti nell'incidente automobilistico di cinque anni prima. I fratelli Maserati però continueranno a lavorare per le aziende fondate dal fratello fino al 1937, anno in cui vennero vendute ai fratelli Orsi.

## Risultati

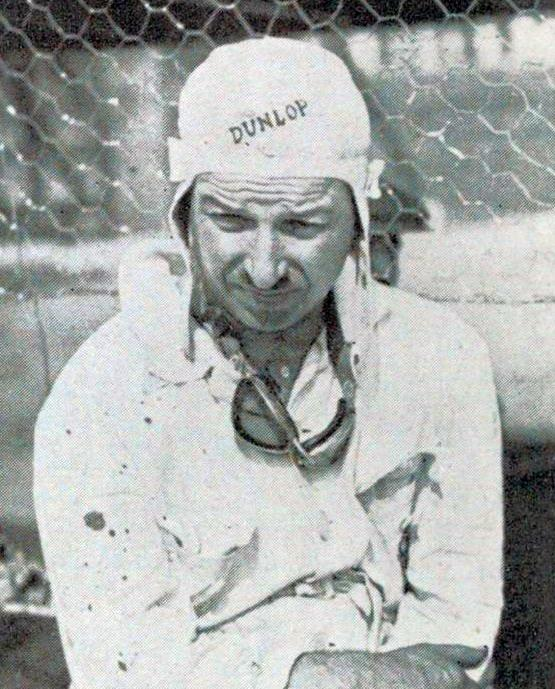
Alfieri Maserati al Gran Premio delle Vetturette 1930

### Gran Premi di automobilismo
| Anno | Squadra                   | Costruttore   | Vettura       | 1   | 2       | 3   | 4   |
| ---- | ------------------------- | ------------- | ------------- | --- | ------- | --- | --- |
| 1920 |                           | Nesselsdorfer | Nesselsdorf U | IND | MUG Rit | ELG | CER |
| 1922 | SA Autocostruzioni Diatto | Diatto        | Diatto 4DC    | FRA | ITA Rit |     |     |

### Campionato mondiale costruttori
| Anno | Squadra                   | Costruttore | Vettura    | 1   | 2   | 3   | 4      | 5 |
| ---- | ------------------------- | ----------- | ---------- | --- | --- | --- | ------ | - |
| 1925 | SA Autocostruzioni Diatto | Diatto      | Diatto 20S | IND | BEL | FRA | ITA 10 |   |

### Gare extra campionato
| Anno    | Vettura          | 1       | 2      | 3       | 4       |
| ------- | ---------------- | ------- | ------ | ------- | ------- |
| 1921    | Fiat             | MUG 4   |        |         |         |
| 1921    | Isotta Fraschini |         | BRE 4  |         |         |
| 1922    | Isotta Fraschini | MUG 1   |        |         |         |
| 1922    | Diatto           |         | MNZ 3  | CFL Rit |         |
| 1923    | Diatto           | TGF Rit | CRE 2  | MUG Rit |         |
| 1923    | Chiribiri        |         |        |         | BRE Rit |
| 1924    | Diatto           | TGF 12  | CFL 12 | MUG Rit | SEB Rit |
| 1926    | Maserati         | TGF 8   | CFL 8  | GAR Rit |         |
| 1927    | Maserati         | TRI 3   | TGF 3  | MES Rit |         |
| 1929    | Maserati         | MUG 11  | MNZ 6  |         |         |
| 1930    | Maserati         | ROM 1   | CAC 2  | MNZ 4   |         |
| Legenda |                  |         |        |         |         |

### Targa Florio
| Anno    | Scuderia                  | Costruttore | Vettura              | Numero | Categoria    | Classe | Copilota | Giri | Risultato assoluto | Risultato di classe |
| ------- | ------------------------- | ----------- | -------------------- | ------ | ------------ | ------ | -------- | ---- | ------------------ | ------------------- |
| 1923    | SA Autocostruzioni Diatto | Diatto      | Diatto 3.0           | 9      | Sportiva     | 3.0    |          | 4    | Rit                | Rit                 |
| 1924    | SA Autocostruzioni Diatto | Diatto      | Diatto 4 DS Speciale | 13     | Racing/Sport | 3.0    |          | 4    | 12º                | 3º                  |
| 1926    | Officine Alfieri Maserati | Maserati    | Maserati 26          | 5      | Categoria 2  | 1.5    |          | 5    | 8º                 | 1º                  |
| 1927    | Officine Alfieri Maserati | Maserati    | Maserati 26B         | 26     | Categoria 3  | +1.5   |          | 5    | 3º                 | 2º                  |
| Legenda |                           |             |                      |        |              |        |          |      |                    |                     |